# Пятнистолепестник толстолистный
Пятнистолепестник толстолистный или Граптопеталум толстолистный (лат. Graptopetalum pachyphyllum) — вид суккулентных растений рода Пятнистолепестник (Graptopetalum) семейства Толстянковые (Crassulaceae), естественно произрастающий на территории Мексики.

## Ботаническое описание
Стебли прямостоячие, длиной до 7 см, или полегающие, достигающие до 20 см, синевато-зеленого цвета, с возрастом приобретают коричневый оттенок. Розетки диаметром от 1,5 до 4,5 см, состоят из 15–50 плотно расположенных листьев, часто образуют ковровые покрытия. Листья булавовидные, иногда обратноланцетные или лопатчатые, с тупыми или широко заостренными концами. На верхушке часто сосочковидные и остроконечные, размером 0,8–1,5 (до 2,2) см в длину и 0,4–0,7 (до 1,1) см в ширину, толщиной 2–4 (до 6) мм, с легким сизоватым опушением. Верхушка листа часто темно-красная.
Соцветия длиной 2–10 см, представляют собой рыхлые тирсы с 1–4 скорпиоидными ветвями. На каждой ветви расположено до 5 цветков, прицветники по форме и размеру схожи с листьями розеток. Цветоножки длиной 5–25 (до 40) мм. Цветки пятилепестковые, чашелистики прилегающие или слегка раскрытые, продолговатые, острые, неравномерные, размером 2–8 x 1–2,5 мм. Венчик диаметром 11–23 мм, лепестки треугольно-ланцетные, размером 6–10 x 2,5–4,5 мм, зеленовато-беловатые. Трубка венчика размером 3–5 x 4–7 мм, доли острые, слабо пятнистые или с 3–7 едва заметными полосами.
Ближайшим родственником может быть Graptopetalum saxifragoides — оба растения цветут летом и обитают на высокогорных территориях. Graptopetalum pachyphyllum — низкорослое растение, предпочитающее тенистые места, образует рыхлые коврики на каменистых участках или плотные скопления в расщелинах.

## Таксономия
Graptopetalum pachyphyllum Rose, первое упоминание в Addisonia 7: 45 (1922).

### Синонимы
- Sedum atypicum A.Berger
- Echeveria minutifoliata Poelln.